# Episodi di Blue Heelers - Poliziotti con il cuore (quinta stagione)
La quinta stagione della serie televisiva Blue Heelers - Poliziotti con il cuore è stata trasmessa in anteprima in Australia da Seven Network tra il 24 febbraio 1998 e il 25 novembre 1998.
| nº | Titolo originale       | Titolo italiano | Prima TV Australia | Prima TV Italia |
| -- | ---------------------- | --------------- | ------------------ | --------------- |
| 1  | Secrets (Part 1)       |                 | 24 febbraio 1998   |                 |
| 2  | Secrets (Part 2)       |                 | 25 febbraio 1998   |                 |
| 3  | Smoke and Mirrors      |                 | 4 marzo 1998       |                 |
| 4  | Moving House           |                 | 11 marzo 1998      |                 |
| 5  | A Piece of Cake        |                 | 18 marzo 1998      |                 |
| 6  | Keeping Mum            |                 | 25 marzo 1998      |                 |
| 7  | Letting Go             |                 | 1º aprile 1998     |                 |
| 8  | The Whistle Blower     |                 | 8 aprile 1998      |                 |
| 9  | King of Hearts         |                 | 15 aprile 1998     |                 |
| 10 | When Love Isn't Enough |                 | 22 aprile 1998     |                 |
| 11 | Stars in Their Eyes    |                 | 29 aprile 1998     |                 |
| 12 | She Killed Santa       |                 | 6 maggio 1998      |                 |
| 13 | This Mortal Coil       |                 | 13 maggio 1998     |                 |
| 14 | Waste of Space         |                 | 20 maggio 1998     |                 |
| 15 | A Bit of a Biff        |                 | 27 maggio 1998     |                 |
| 16 | Mr. Lucky              |                 | 3 giugno 1998      |                 |
| 17 | Deception              |                 | 10 giugno 1998     |                 |
| 18 | Catch of the Day       |                 | 17 giugno 1998     |                 |
| 19 | Deed Not the Breed     |                 | 24 giugno 1998     |                 |
| 20 | Victims                |                 | 1º luglio 1998     |                 |
| 21 | The Living Dead        |                 | 8 luglio 1998      |                 |
| 22 | Spinning the Yarn      |                 | 15 luglio 1998     |                 |
| 23 | The Dark Side          |                 | 22 luglio 1998     |                 |
| 24 | Intervention           |                 | 29 luglio 1998     |                 |
| 25 | Murder in Mind         |                 | 5 agosto 1998      |                 |
| 26 | Blood Ties             |                 | 12 agosto 1998     |                 |
| 27 | Little Monsters        |                 | 19 agosto 1998     |                 |
| 28 | Nine Lives             |                 | 26 agosto 1998     |                 |
| 29 | Missing Digits         |                 | 2 settembre 1998   |                 |
| 30 | Child's Play           |                 | 9 settembre 1998   |                 |
| 31 | False Alarms           |                 | 16 settembre 1998  |                 |
| 32 | Nobody's Perfect       |                 | 23 settembre 1998  |                 |
| 33 | Turkish Delight        |                 | 30 settembre 1998  |                 |
| 34 | Like Father Like Son   |                 | 7 ottobre 1998     |                 |
| 35 | Birds of Prey          |                 | 14 ottobre 1998    |                 |
| 36 | Mates Rates            |                 | 21 ottobre 1998    |                 |
| 37 | Wedding Blues          |                 | 28 ottobre 1998    |                 |
| 38 | All in the Family      |                 | 4 novembre 1998    |                 |
| 39 | Hunted                 |                 | 11 novembre 1998   |                 |
| 40 | Rotten Apple (Part 1)  |                 | 18 novembre 1998   |                 |
| 41 | Rotten Apple (Part 2)  |                 | 25 novembre 1998   |                 |